# Union dominiquaise amalgamée des travailleurs
La Dominica Amalgamated Workers' Union (DAWU) est une fédération syndicale dominicaise membre de la Confédération syndicale internationale, fondée en décembre 1960.

## Historique
En Décembre 1960, Frederick Joseph, ancien responsable du Syndicat dominiquais fonde le Dominica Banana Employees Association qui grandit rapidement et devient le DAWU.
En 1977, Rawlings Jemmot quitte le DAWU pour former la National Workers' Union.